# Podul Willem din Rotterdam
Podul Willem (în neerlandeză Willemsbrug) este un pod peste brațul Rinului Meusa Nouă situat în centrul orașului neerlandez Rotterdam. Podul conectează cartierele Centrum și Feijenoord.
Inaugurat în 1981, Willemsbrug este o operă a  Dienst Gemeentewerken Rotterdam (în română Serviciul Lucrărilor Publice Rotterdam), condus de arhitectul Cor Veerling și este al doilea pod care poartă acest nume. Primul pod Willem, conceput de arhitectul C.B. van der Tak, a fost inaugurat în 1878 și a fost denumit în onoarea regelui Willem al III-lea.

## Istorie

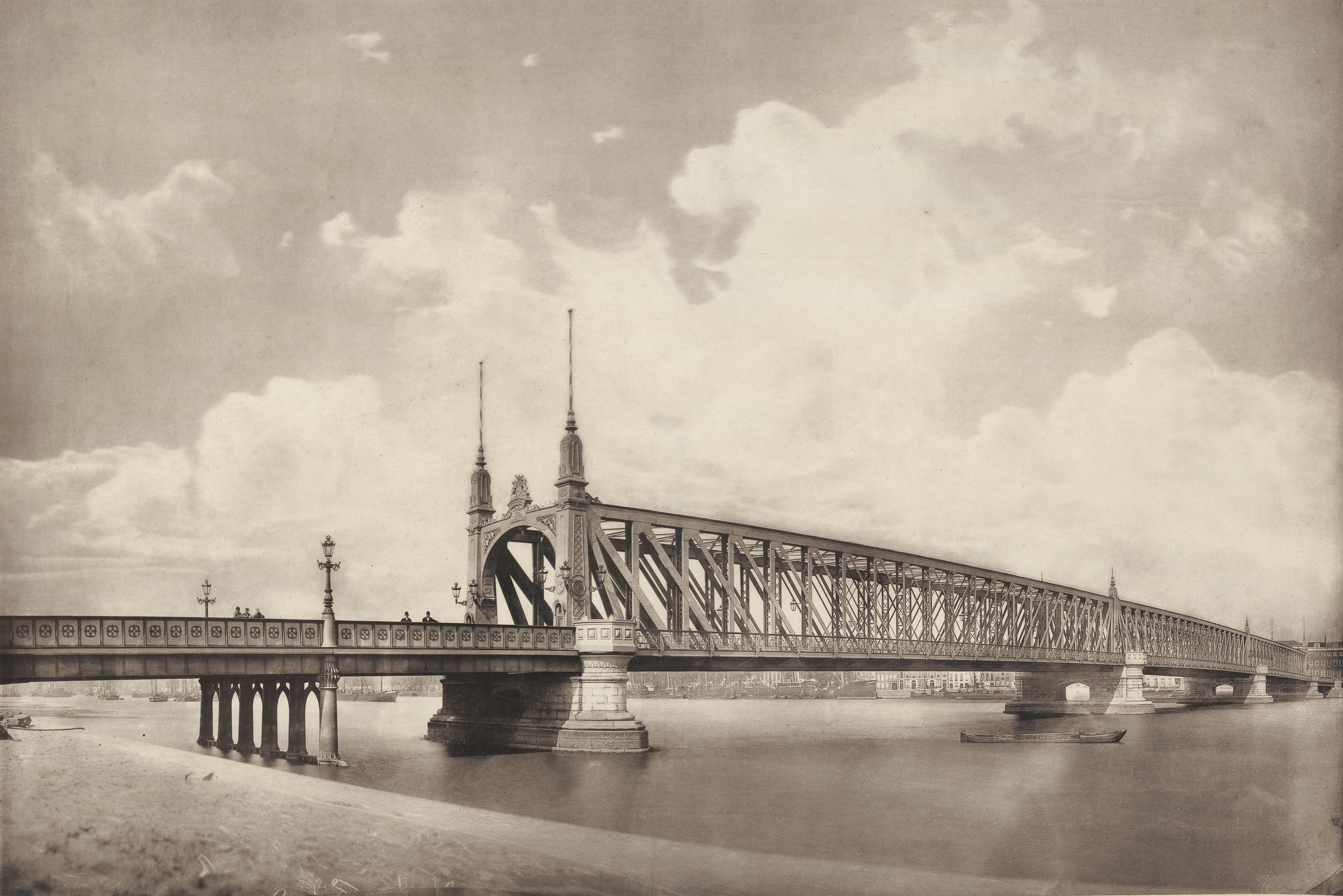
Primul Pod Willem.

În 1927, ornamentele care împodobeau primul pod Willems au fost furate pe o distanță de câțiva metri. Ulterior, trotuarele și pista pentru bicicliști au fost mutate în exteriorul podului, datorită situațiilor periculoase care se creau din cauza creșterii traficului auto.
Până la deschiderea Tunelului Maas, în 1942, Podul Willem a rămas cea mai vestică legătură fixă de traversare a Meusei, astfel că și traficul internațional care traversa centrul Rotterdamului utilizând podul a sporit în mod semnificativ.
Podul Willemsbrug a jucat un rol important în mai 1940, în timpul celui de-al Doilea Război Mondial. Infanteriștii marini încartiruiți în cazarma din Oostplein au oprit invazia germană pe 10 mai 1940, apărând Podul Willem, podul feroviar adiacent și debarcaderul Boompjes din apropiere. Podurile rutiere și feroviare din centrul orașului Rotterdam au fost principalele ținte ale parașutiștilor germani în dimineața zilei de 10 mai, pentru că ar fi permis deplasarea Diviziei 9 Panzer către centrul Olandei. Rezistența opusă de militarii olandezi a fost peste așteptările germanilor, care, pe 14 mai 1940, au supus întregul oraș unui masiv bombardament de aviație.

## Podul nou
Traficul devenise foarte intens pe vechiul pod Willem, iar planurile pentru construcția unuia nou datează dinaintea celui de-al Doilea Război Mondial. Lipsa fondurilor a făcut ca Serviciul Lucrărilor Publice să poată aborda abia în anii 1970 realizarea unui nou pod. Construcția a început în 1975 și s-a încheiat în 1981, an în care noul pod hobanat peste Meusa Nouă a și fost inaugurat. Hobanele sunt susținute de două pile metalice de circa 50 de metri înălțime, vopsite în culoarea roșie. Rampele de urcare pe pod nu sunt drepte, ca o extensie directă a acestuia, ci fac fiecare câte o curbă strânsă la un unghi de 90o Inițial, podul trebuia să lege direct Bulevardul Maas din partea de nord cu strada Oranjeboom din partea de sud. Această soluție a întâlnit opoziția locuitorilor, care nu au fost de acord ca Vechiul Port să fie afectat, iar strada Oranjeboom să fie transformată în drum expres. 
În 1983 noul Pod Willem a primit Nationale Staalprijs (în română Premiul Național al Oțelului).